# Palais national (Haiti)

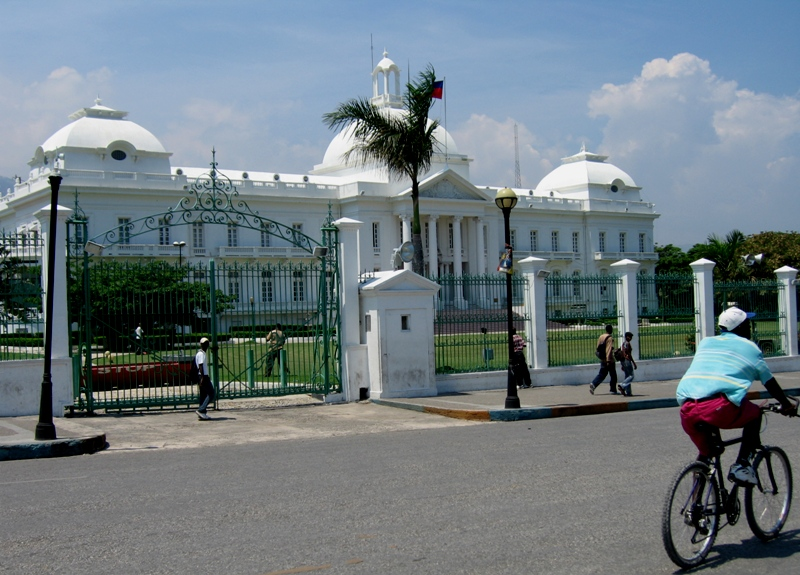
Präsidentenpalast, 2006

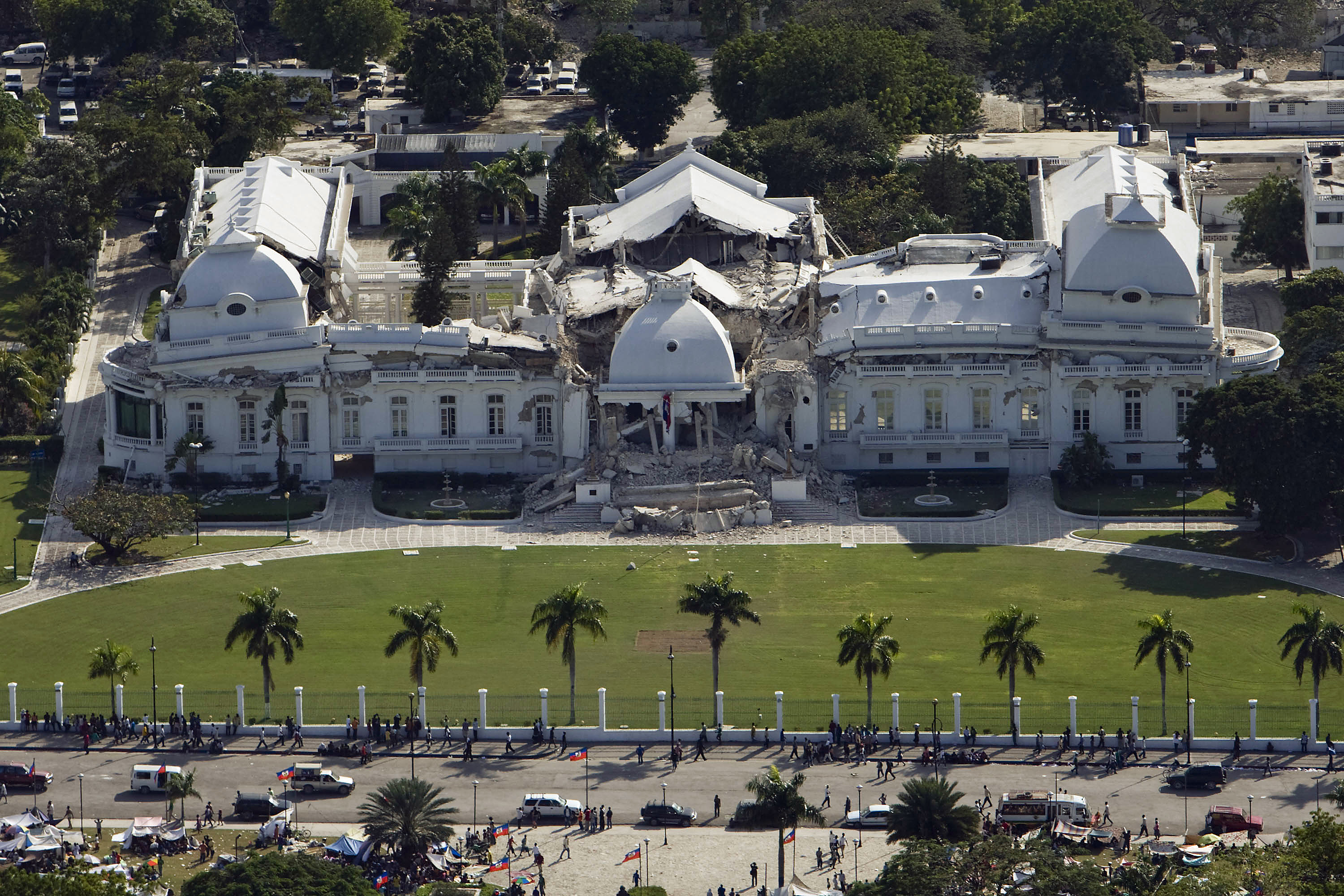
Der zerstörte Präsidentenpalast, 2010

Der Nationalpalast (französisch Palais national) oder Präsidentenpalast (Palais présidentiel) in Port-au-Prince war der Sitz des Staatsoberhaupts von Haiti.

## Geschichte
Der erste Amtssitz der Präsidenten Haitis („Maison Exécutif“) wurde beim Sturz von Präsident Sylvain Salnave am 18. Dezember 1869 zerstört, als ein Geschoss den Thronsaal traf und die 2000 Fass Schießpulver, die Salnave im Palast hatte lagern lassen, explodierten.
Den zweiten Nationalpalast ließ Präsident Louis Étienne Félicité Lysius Salomon in den 1880er Jahren bauen. Er wurde am 7. August 1912 zerstört, als die gewaltigen Schießpulvervorräte, die Präsident François Antoine Simon im Palast hatte lagern lassen, Feuer fingen und samt 1 Million Schuss Munition explodierten. Der Palast stürzte ein, Simons Nachfolger, Präsident Jean Jacques Dessalines Michel Cincinnatus Leconte, und etwa 300 Soldaten der Präsidentengarde kamen um.
Noch im selben Jahr beauftragte Lecontes Nachfolger, Präsident Jean Antoine Tancrède Auguste, den haitianischen Architekten Georges Baussan (1874–1958), den dritten Nationalpalast zu bauen. Baussan orientierte sich am französischen neo-classicisme und entwarf eine vierflügelige Anlage mit einem Mitteltrakt und zwei Innenhöfen. 1914 begannen die Arbeiten; 1922 wurde der neue Nationalpalast fertiggestellt.
Bei dem Erdbeben in Haiti am 12. Januar 2010 brachen die oberen Stockwerke in sich zusammen. Im September 2012 wurde die Ruine abgerissen. Schon nach einem Jahr entstanden auf dem Gelände des Palais national behelfsmäßige Baulichkeiten, in denen der Präsident protokollarische Termine wahrnehmen konnte. So empfing Präsident Martelly hier den deutschen Bundesaußenminister Westerwelle bei seinem Besuch am 17. Juli 2011.

## Planungen für einen Neubau
Zunächst war ein Neubau geplant, der dem alten ähneln, aber erdbebensicher gebaut werden sollte. Zum vierten Jahrestag des Erdbebens ließ Präsident Michel Martelly seinen Pressesprecher erklären, dass die Neubaupläne nicht weiter verfolgt würden. Das Land stehe vor drängenderen Ausgaben, als für einen vierten Nationalpalast 100 Millionen US-Dollar auszugeben.
Kurz nach Machtübernahme durch Staatspräsident Jovenel Moïse im April 2017 wurden Pläne vorgestellt, wonach der Präsidentenpalast wieder aufgebaut werden soll. Er soll äußerlich dem zerstörten alten entsprechen und binnen der kommenden Jahre errichtet werden. Am 12. Januar 2018 legte Moïse den Grundstein für den Neubau.